# Sebastián Ariel Romero
Sébastien Ariel Romero, surnommé Chirola, est un footballeur international argentin né le 27 avril 1978 à Berisso. Il joue en faveur du Quilmes AC, en tant que milieu de terrain.

## Biographie

### En club
Sébastien Romero évolue en Argentine, en Espagne, en France, et en Grèce.
Il dispute 23 matchs en première division espagnole avec le Bétis Séville. En janvier 2001, Séville le prête pour six mois au club français du Toulouse FC. Durant cette période, il ne dispute que 8 rencontres, inscrivant un but face au SC Bastia, lors de l'ultime journée du championnat.
Avec le club grec du Panathinaïkos, il dispute 40 matchs en première division grecque, inscrivant 4 buts, et 11 matchs en Ligue Europa, marquant un but.
Sébastien Romero joue également trois matchs en Copa Libertadores, huit en Copa Sudamericana, et plus de 300 matchs en première division argentine.

### En équipe nationale
Sélectionné au sein de l'équipe des moins de 20 ans, Sébastien Ariel Romero est sacré champion du monde en 1997. Lors du mondial junior organisé en Malaisie, il joue trois matchs.
Sébastien Ariel Romero compte une sélection en équipe nationale d'Argentine, acquise lors d'un match amical face au Mexique, le 9 mars 2005 à Los Angeles, ou il remplace Rolando Zárate à la 74e minute. La rencontre se solde par un match nul (1-1).

## Palmarès
- Vainqueur de la Coupe du monde des moins de 20 ans en 1997 avec l'Argentine

## Parcours d'entraîneur
- jan. 2023-sep. 2023 :  Club de Gimnasia y Esgrima La Plata